# Opilio himalincola
Opilio himalincola is een hooiwagen uit de familie echte hooiwagens (Phalangiidae).